# Julian Reid
Pour les articles homonymes, voir Reid.
Julian Chiagoziem Reid (né le 23 septembre 1988 à Kingston) est un athlète britannique, auparavant jamaïcain (jusqu'en 2011), spécialiste du triple saut.

## Carrière
Son meilleur saut est de 16,98 m à Fayetteville (AR) le 13 juin 2009. Il a aussi un 8,04 m en saut en longueur la même année.
Il a remporté le Championnat national junior de triple saut en 2007.

## Palmarès
| Date | Compétition           | Lieu      | Résultat | Épreuve     | Marque  |
| ---- | --------------------- | --------- | -------- | ----------- | ------- |
| 2011 | Universiade           | Shenzhen  | 3e       | Longueur    | 7,96 m  |
| 2016 | Championnats d'Europe | Amsterdam | 3e       | Triple saut | 16,76 m |